# 1503-as busz
Az 1503-as jelzésű autóbuszvonal távolsági autóbuszjárat Szeged és Zalaegerszeg között, melyet a MÁV Személyszállítási Zrt. lát el.

## Közlekedése
A járat Szegedet és Zalaegerszeget köti össze. Menetideje Zalaegerszeg felé 7 óra, Szeged felé 6 óra 55 perc, útvonalának hossza 390,5 km, mely a Volánbusz második leghosszabb belföldi útvonala az országban (a leghosszabb az 1499-es busz, mely Békéscsabát köti össze a zalai megyeszékhellyel). Naponta kettő járatpár szállítja az utasokat, kivéve Szenteste napján, december 24-én, amikor csak a Zalaegerszeg felé közlekedő délelőtti járat közlekedik. A viszonylaton kettő járművezetőt alkalmaznak, mivel egy sofőr legfeljebb 4 és fél órát vezethet folyamatosan, ami után legalább 3/4 óra pihenőidő jár. Baja és Pécs között az M6-os és M60-as autópályákat használja, érintve az M6-oson, Tolna és Baranya vármegyék határán lévő alagutakat is.

## Megállóhelyei
| 0  | 0  | Szeged, autóbusz-állomás végállomás       | 12 | 15 | 5, 6, 9, 19 7F, 21, 60, 60Y, 64, 67, 67Y, 70, 71, 71A, 72, 72A, 73, 73Y, 74, 74Y, 75, 76, 76Y, 77, 77A, 77Y, 78, 78A, 79H 1374, 1375, 1441, 1486, 1504, 1506, 1507, 1510, 1512, 1513, 1515, 1516, 1517, 1518, 1652 4990, 5000, 5001, 5002, 5003, 5004, 5005, 5007, 5010, 5011, 5012, 5013, 5015, 5016, 5017, 5018, 5019, 5020, 5021, 5022, 5023, 5024, 5025, 5030, 5031, 5032, 5033, 5034, 5035, 5040, 5041, 5042, 5043, 5044, 5045, 5046, 5047, 5049, 5050, 5054, 5055, 5056, 5058, 5059, 5060, 5061, 5062, 5063, 5064, 5066, 5070, 5071, 5075, 5076, 5109, 5112, 5160, 5187, 5188, 5189, 5190, 5284, 5328, 5329, 5362, 5369 |
| 1  | 1  | Szeged, Rókus vasútállomás bejárati út    | 11 | 14 | 7F, 64, 67, 67Y, 71, 72, 75, 78, 78A, 79H, 90H 1486, 1504, 1517 5032, 5033, 5034, 5035, 5040, 5041, 5042, 5043, 5044, 5045, 5046, 5047, 5049, 5050, 5054, 5055, 5056, 5058, 5059, 5060, 5061, 5062, 5063, 5064, 5066, 5070, 5071, 5075, 5112, 5369 személyvonat, Szeged–Hódmezővásárhely tram-train |
| 2  | 2  | Mórahalom, autóbusz-állomás               | 10 | 13 | 1486, 1504, 1506, 1652 5031, 5032, 5033, 5034, 5035, 5040, 5042, 5044, 5045, 5328, 5329 |
| 3  | 3  | Mélykút, autóbusz-váróterem               | 9  | 12 | 1486, 1504, 1506, 1652 5035, 5216, 5287, 5289, 5292, 5306, 5320, 5323, 5324, 5328, 5329 |
| 4  | 4  | Baja, autóbusz-állomás                    | 8  | 11 | 3, 4 1110, 1113, 1123, 1486, 1504, 1506, 1524, 1535, 1577, 1652, 1731 5035, 5042, 5219, 5226, 5289, 5310, 5311, 5312, 5314, 5315, 5316, 5320, 5321, 5323, 5324, 5325, 5326, 5327, 5328, 5329, 5330, 5331, 5332, 5335, 5336, 5337, 5338, 5339, 5358, 5410, 5439, 5650 |
| 5  | 5  | Pécs, Fellbach utca                       | ∫  | ∫  | 5647, 5660, 5661, 5662, 5663, 5856, 5857 |
| 6  | 6  | Pécs, autóbusz-állomás                    | 7  | 10 | 3, 3E, 4, 4Y, 6, 6E, 7, 7Y, 8, 13, 13E, 15, 20, 21, 21A, 22, 23, 23Y, 24, 30, 30Y, 31, 32, 32Y, 34Y, 35Y, 40, 41, 41Y, 41E, 42, 42Y, 43, 46, 60, 60A, 60Y, 73, 73Y, 103, 107E, 109E, 121, 130, 130A, 973 1134, 1486, 1504, 1524, 1535, 1562, 1564, 1566, 1568, 1569, 1577, 1578, 1579, 1641, 1665, 1668, 1673, 1707, 1740, 1742, 1843 5600, 5601, 5602, 5603, 5605, 5606, 5608, 5610, 5611, 5620, 5621, 5622, 5623, 5624, 5625, 5626, 5627, 5628, 5630, 5631, 5634, 5635, 5636, 5637, 5638, 5639, 5640, 5642, 5643, 5645, 5646, 5647, 5650, 5655, 5656, 5658, 5660, 5661, 5662, 5663, 5666, 5667, 5668, 5670, 5671, 5672, 5673, 5674, 5676, 5677, 5678, 5679, 5680, 5681, 5682, 5683, 5685, 5686, 5687, 5688, 5689, 5690, 5696, 5698, 5856, 5857 |
| 7  | 7  | Pécs, Uránváros autóbusz-állomás          | 6  | 9  | 1, 2, 2A, 4, 4Y, 21, 21A, 22, 23, 23Y, 24, 25, 25A, 26, 27, 27Y, 28, 28A, 28Y, 29, 102, 102Y, 104, 104A, 104E, 121, 926 1134, 1562, 1569, 1579, 1641, 1665, 1668, 1673, 1742 5600, 5601, 5602, 5603, 5670, 5671, 5672, 5673, 5674, 5676, 5677, 5678, 5679, 5680, 5681, 5682, 5683, 5685, 5686, 5687, 5688, 5689, 5690, 5696, 5698 |
| 8  | 8  | Szentlőrinc, bükkösdi elágazás            | 5  | 8  | 1569, 1579, 1641, 1665, 1668, 1673, 1742 5683, 5685, 5686, 5687, 5688, 5689, 5690, 5696, 5885 |
| 9  | 9  | Szigetvár, Turbéki temető                 | 4  | 7  | 2, 2A 1569, 1641, 1665, 1668, 1673, 1742 5690, 5875, 5942 |
| 10 | 10 | Kaposvár, autóbusz-állomás                | 3  | 6  | 12, 13, 20, 21, 23, 26, 27, 31, 32, 33, 40, 41, 42, 43, 44, 45, 46, 47, 51, 61, 62, 70, 71, 72, 73, 74, 75, 81, 82, 83, 84, 85, 86, 87, 88, 89, 90, 91 1172, 1174, 1175, 1176, 1569, 1578, 1579, 1592, 1593, 1641, 1665, 1668, 1673, 1725, 1742 5606, 5690, 5900, 5905, 5906, 5910, 5912, 5913, 5914, 5916, 5917, 5918, 5920, 5922, 5923, 5924, 5925, 5928, 5930, 5931, 5932, 5934, 5935, 5940, 5942, 5947, 5950, 5960, 5962, 5964, 5966, 5969, 5970, 5972, 5974, 5976, 5980, 5982, 5984, 5985, 5986, 5987, 5988, 5989, 5991, 6011, 6041 |
| 11 | 11 | Böhönye, központi autóbusz-váróterem      | 2  | 5  | 1177, 1562, 1641, 1668 5970, 5972, 5974, 5976, 6081, 6100, 6101, 6103, 6130, 6180, 6185, 6429 |
| ∫  | 12 | Vése, varászlói elágazás                  | ∫  | 4  | 1562, 1641, 1668 5972, 6130, 6185, 6189, 6429 |
| 12 | 13 | Nagykanizsa, autóbusz-állomás             | 1  | 3  | 2, 2E, 4A, 4Y, 5, 5Y, 6E, 7, 7Y, 8, 8Y, 9, 9Y, 10, 10A, 10Y, 15, 16, 16A, 16E, 16Y, 18, 18Y, 24, 25, 28, 46 1183, 1184, 1562, 1641, 1642, 1666, 1667, 1668, 1726, 1735, 1736, 1794 5686, 5687, 5688, 5972, 6043, 6122, 6138, 6139, 6163, 6226, 6245, 6246, 6247, 6396, 6400, 6401, 6403, 6405, 6415, 6420, 6421, 6425, 6428, 6429, 6435, 6440, 6445, 6446, 6448, 6454, 6456, 6458, 6462, 6465, 6470, 6472 |
| ∫  | 14 | Zalaszentbalázs, községháza               | ∫  | 2  | 1562, 1641, 1642, 1667, 1668, 1726 6246, 6462, 6465, 6470, 6472 |
| ∫  | 15 | Hahót, söjtöri elágazás                   | ∫  | 1  | 1562, 1641, 1642, 1667, 1668, 1726 6246, 6470 |
| 13 | 16 | Zalaegerszeg, autóbusz-állomás végállomás | 0  | 0  | 1, 2E, 4, 5, 6, 7, 9, 14, 19A, 21, 25, 27 1187 1185, 1188, 1499, 1562, 1620, 1622, 1625, 1639, 1641, 1642, 1658, 1665, 1667, 1668, 1670, 1726, 1806, 1808 6162, 6200, 6201, 6205, 6210, 6211, 6213, 6214, 6215, 6216, 6217, 6218, 6219, 6220, 6221, 6222, 6226, 6230, 6231, 6235, 6237, 6238, 6239, 6240, 6241, 6242, 6243, 6245, 6246, 6247, 6248, 6250, 6255, 6258, 6262, 6268, 6275, 6277, 6278, 6287, 6292, 6458, 6898, 7398 |